# Porno Graffitti
Porno Graffitti (ポルノグラフィティ, Poruno Gurafiti), també coneguts com Porno (ポルノ, Poruno) és un grup de rock japonès d'Innoshima, Prefectura d'Hiroshima, Japó. La banda agafà el seu nom del disc Pornograffitti de la banda Extreme. Estan associats al segell discogràfic de Sony Music Entertainment Japan.
La banda és coneguda pel seu treball en la creació de música per a sèries d'anime i pel·lícules. Són especialment coneguts per la cançó "Melissa", que es va utilitzar com a tema d'obertura de la sèrie d'anime Fullmetal Alchemist l'any 2003. A més, han creat les cançons "Hitori no Yoru" per al segon tema d'obertura de la sèrie d'anime GTO (Great Teacher Onizuka; グレート・ティーチャー・オニヅカ?) (2000), "Winding Road" per al tema final de l'anime Ayakashi Ayashi (2006), "The Day" per al primer tema d'obertura de l'anime My Hero Academia (2015), "Montatge" per a un tema d'obertura de l'anime Puzzle & Dragons X (パズドラクロス, Pazudora Kurosu) i més recentment "Hikari Are", el primer tema d'obertura de The Seven Deadly Sins: Dragon's Judgement, l'última temporada de Nanatsu no Taizai (七つの大罪 , Nanatsu no Taizai?, lit. Els Set Pecats Capitals).
La seva cançó "Koyoi, Tsuki ga, Miezu Tomo" va ser presentada a la tercera pel·lícula de Bleach, i el seu senzill "Anima Rossa" va ser l'onzena obertura de l'anime Bleach. El seu senzill "2012Spark" va ser presentat com a tema principal de la pel·lícula Gyakuten Saiban (逆転裁判) i el seu senzill "Matataku Hoshi no Shita de" va ser el segon tema d'obertura de l'anime Magi: The Labyrinth of Magic (マギ). El seu senzill "Oh! Rival" forma part de la banda sonora de la pel·lícula El detectiu Conan: El puny de safir blau (2019).

## Components

### Membres actuals
- Akihito Okano (岡野 昭仁 Okano Akihito, nascut el 15 d'octubre de 1974)—Guitarra i veus
- Haruichi Shindō (新藤 晴一 Shindō Haruichi, nascut el 20 de setembre de 1974)—Guitarra i veus de fons

### Antics membres
- Masami Shiratama—Baixista i veus de fons (marxà el juny de 2004)

## Discografia

### Singles
- Apollo (アポロ) (8 de setembre de 1999)

1. Apollo (アポロ)
2. Romantist Egoist (ロマンチスト・エゴイスト)
3. Apollo (アポロ) (backing track)

- Hitori no Yoru (ヒトリノ夜 A Lonely Night) (26 de gener del 2000)

1. Hitori no Yoru (ヒトリノ夜 A Lonely Night)
2. Dilemma (ジレンマ)
3. Hitori no Yoru (ヒトリノ夜 A Lonely Night) (backing track)

- Music Hour (ミュージック・アワー) (12 de juliol de 2000)

1. Music Hour (ミュージック・アワー)
2. PRIME
3. Century Lovers (LIVE!)
4. Music Hour (ミュージック・アワー) (backing track)

- Saudade (サウダージ Nostàlgia) (13 de setembre, 2000)

1. Saudade (サウダージ Nostàlgia)
2. Mitsumete iru (見つめている Gazing at You)
3. Tsumetai Te ~San Nen Hachi ka Getsu~ (冷たい手~3年8ヵ月~ Cold Hand ~Three Years and Eight Months~)
4. Search the Best Way

- Saboten (サボテン Cactus) (6 de desembre del 2000)

1. Saboten (サボテン Cactus)
2. Diary 00/08/26 (ダイアリー 00/08/26)
3. Itsuka Aetara (いつか会えたら Si et Conec algun Dia)
4. Saboten Sonority (サボテン Cactus Sonoritat)

- Agehachō (アゲハ蝶 Swallowtail) (27 de juny de 2001)

1. Agehachō (アゲハ蝶 Swallowtail)
2. Wakare-banashi wo Shiyō (別れ話をしよう Parlem de Divorci)
3. Ōkami (狼 Wolf)

- Voice (ヴォイス) (17 d'octubre de 2001)

1. Voice (ヴォイス)
2. Swing
3. LION (LIVE!) (ライオン (LIVE!))

- Shiawase ni tsuite Honki Dashite Kangaete Mita (幸せについて本気出して考えてみた I Tried to Think Seriously about Happiness) (March 6, 2002)

1. Shiawase ni tsuite Honki Dashite Kangaete Mita (幸せについて本気出して考えてみた I Tried to Think Seriously about Happiness)
2. TV Star (TVスター)
3. Kimi eno Drive (キミへのドライブ Drive toward You)

- Mugen (Infinitat)[1] (15 de maig de 2002)

1. Mugen (Infinity)
2. Go Steady Go!
3. Bitter Sweet (LIVE!) (ビタースイート (LIVE!))
4. Mugen (Versió d'Orquestra) (Infinitat (Versió d'Orquestra))

- Uzu (渦 Whirlpool) (5 de febrer de 2003)

1. Uzu (渦 Whirlpool)
2. World☆Saturday Grafftti (ワールド☆サタデーグラフティ)
3. Kōmori (蝙蝠 Bat)

- Oto no Nai Mori (音のない森 Soundless Forest) (6 d'agost del 2003)

1. awe
2. Oto no Nai Mori (音のない森 Soundless Forest)
3. sonic

- Melissa (メリッサ) (26 de setembre del 2003)

1. Melissa (メリッサ)
2. Mienai Sekai (見えない世界 Món Invisible)
3. Tsukigai (月飼い Lunar Eclipse)

- Ai ga Yobu Hō e (愛が呼ぶほうへ To The Place where Love is Calling) (6 de novembre de 2003)

1. Ai ga Yobu Hō e (愛が呼ぶほうへ To The Place where Love is Calling)
2. Yūhi to Hoshizora to Boku (夕陽と星空と僕 Evening Sun and Starry Sky and I)
3. Hard Days, Holy Night

- Lack (ラック) (3 de desembre de 2003)

1. LACK (ラック)
2. Theme of "74ers"
3. Anotherday for "74ers"

- Sister (シスター) (8 de setembre de 2004)

1. Sister (シスター)
2. Human Being
3. Tenki Shokunin (天気職人 Weather Artisan)

- Tasogare Romance'' (黄昏ロマンス Twilight Romance) (10 de novembre de 2004)

1. Tasogare Romance (黄昏ロマンス Twilight Romance)
2. Sheep ~song of teenage love soldier~
3. Shōsetsu no Yō ni (小説のように Like a Novel)

- Neomelodramatic/ROLL'' (ネオメロドラマティック/ROLL) (2 de març de 2005)

1. Neomelodramatic (ネオメロドラマティック)
2. ROLL
3. Push Play(LIVE!) (プッシュプレイ(LIVE!))

- NaNaNa Summer Girl (NaNaNa サマーガール) (3 d'agost de 2005)

1. NaNaNa Summer Girl (NaNaNa サマーガール)
2. PRISON MANSION
3. Inazuma Thunder 99 (稲妻サンダー99 Lightning Thunder 99)

- Yo Bailo/DON'T CALL ME CRAZY (ジョバイロ / DON'T CALL ME CRAZY) (16 de novembre de 2005)

1. Yo Bailo (ジョバイロ I Dance)
2. DON'T CALL ME CRAZY
3. Free and Freedom

- Haneuma Rider (ハネウマライダー Mad Horse Rider) (28 de juny de 2006)

1. Haneuma Rider (ハネウマライダー Mad Horse Rider)
2. June Brider (ジューンブライダー)
3. Taneuma Rider (タネウマライダー Stallion Rider)

- Winding Road (4 d'octubre de 2006)

1. Winding Road
2. Devil in Angel
3. Wendy no Usui Moji (ウェンディの薄い文字 Pale Script of Wendy)

- Link (リンク) (18 de juliol de 2007)

1. Link (リンク)
2. Stand for one’s wish
3. It’s on my mind

- Anata ga Koko ni Itara (あなたがここにいたら Si Estigueres Ací) (14 de febrer de 2008)

1. Anata ga Koko ni Itara (あなたがここにいたら)
2. Hole (ホール)
3. Onion Soup (オニオンスープ)

- Itai Tachiichi (痛い立ち位置Postures doloroses) (25 de juny de 2008)

1. Itai Tachiichi (痛い立ち位置)
2. Summer Page (サマーページ)
3. Night Train (ナイトトレイン)

- Gifts (ギフト) (20 d'agost de 2008)

1. Gifts (ギフト)
2. Postman(ポストマン)
3. Diary 08/06/09 (ダイアリー 08/06/09)

- Love,too Death,too (8 d'octubre de 2008)

1. Love,too Death,too
2. Good News(グッドニュース)
3. Time or Distance

- Koyoi,Tsuki ga Miezutomo (今宵、月が見えずとも）(10 de desembre de 2008)

1. Koyoi, Tsuki ga Miezutomo (今宵、月が見えずとも)
2. Koyoi, Tsuki ga Miezutomo (backing track)

- Kono Mune wo, Ai wo Iyo (この胸を、愛を射よ) (9 de setembre de 2009)

1. Kono Mune wo, Ai wo Iyo (この胸を、愛を射よ)
2. Diamonds (ダイヤモンド)

- Anima Rossa (アニマロッサ) (25 de novembre de 2009)

1. Anima Rossa (アニマロッサ)
2. Shōkibo na Haiboku (小規模な敗北)
3. Jaken ni Shinai De (邪険にしないで)

### Àlbums

#### Àlbums originals
| Romantist Egoist (ロマンチスト・エゴイスト) 8 de març del 2000 1. Jazz up 2. Century Lovers 3. Hitori no Yoru (ヒトリノ夜, Una Nit Solitària) 4. Lion (ライオン) 5. Yūshoku ~Love is you~ (憂色 ~Love is you~, Worried Face ~Love is you~) 6. Heart Beat 7. Machine Gun Talk (マシンガントーク) 8. Dessin #1 (デッサン#1, Sketch #1) 9. Apollo (New Apollo Project Version) (アポロ (New Apollo Project Version)) 10. Love You, Love You (ラビュー・ラビュー) 11. Dilemma (How To Play "didgeridoo" Version) (ジレンマ (How To Play "didgeridoo" Version)) 12. Libido (リビドー) 13. Romantist Egoist (ロマンチスト・エゴイスト) - Peak Position: #4 - Total Sales: 405,057 |
| foo? 28 de febrer del 2001 1. INNERVISIONS 2. Guava Juice (グァバジュース) 3. Saudade "D" tour style (サウダージ, Nostalgia "D" tour style) 4. Ai naki... (愛なき..., No Love) 5. Ore, Tenshi (オレ、天使, I'm an Angel) 6. Saboten (サボテン, Cactus) 7. Name is man ~Kimi no Mikata~ (Name is man ~君の味方~, Name is man ~I'm on Your Side~) 8. Dessin #2 Shunkō (デッサン#2 春光, Sketch #2 Spring Light) 9. Music Hour Ver. 164 (ミュージック・アワー Ver. 164) 10. Kūsō Kagaku Shōnen (空想科学少年, Science Fiction Boy) 11. Report 21 12. Yoake Mae niwa (夜明けまえには, Before Dawn) - Peak Position: #2 - Total de vendes: 1,121,731 |
| Kumo omo Tsukamu Tami (雲をも掴む民, People Grasping even a Cloud) 27 de març del 2002 1. Teki wa Dokoda? (敵はどこだ?, On és l'Enemic?) 2. Last of Hero (ラスト オブ ヒーロー) 3. Agehachō (Red Mix) (アゲハ蝶, Swallowtail (Red Mix)) 4. Heart (ハート) 5. Aokage 6. Christina (クリスチーナ) 7. n.t. 8. Voice (ヴォイス) 9. Palette (パレット) 10. Shiawase ni tsuite Honki Dashite Kangaete mita (Album Version) (幸せについて本気出して考えてみた (アルバムバージョン), I've Tried to Think Seriously about Happiness (Album Version)) 11. Nise Kanojo (ニセ彼女, Núvia Falsa) 12. Bitter Sweet (ビタースイート) 13. Yoru wa Oshizuka ni (夜はお静かに, Please be Quiet at Night) - Peak Position: #2 - Total de Vendes: 491,946                                                 |
| WORLDILLIA 26 de febrer del 2003 1. CLUB UNDERWORLD 2. Wakusei Kimi (惑星キミ, Planet You) 3. Element L (元素(エレメント)L) 4. Mugen (無限, Infinitat) 5. Dessin #3 (デッサン#3, Sketch #3) 6. Vintage (ヴィンテージ) 7. World Saturday Graffitti (***) (ワールド☆サタデーグラフティ (★★★)) 8. Subarashiki Jinsei kana? (素晴らしき人生かな?, Is This Really Such a Wonderful Life?) 9. Akai Orange (朱いオレンジ, Vermilion Orange) 10. Go Steady Go! 11. Karma no Saka (カルマの坂, Slope of Karma) 12. didgedilli 13. Uzu (Helix Track) (渦, Whirlpool (Helix Track)) 14. Kuchibiru ni Uta (くちびるにうた, Singing on Lip) - Peak Position: #2 - Total de Vendes: 210,290 |
| THUMPx 20 d'abril de 2005 1. Ouch!! 2. Neomelodramatic (ネオメロドラマティック) 3. Tokyo Landscape (東京ランドスケープ) 4. We Love Us 5. Tasogare Romance (黄昏ロマンス, Twilight Romance) 6. Twilight, Twilight (Twilight,トワイライト) 7. ROLL 8. Sister (シスター) 9. Dreamer (ドリーマー) 10. Shine on the beach (社員 on the beach) 11. Push Play (プッシュプレイ) 12. Utakata (うたかた, Bubble) 13. Nando mo (何度も, Over and Over) 14. Let's go to the answer - Peak Position: #1 - Total de Vendes: 416,655 |
| m-CABI 22 de novembre de 2006 1. m-NAVI 1 "Ride on!! Blue vehicle!" 2. Haneuma Rider (ハネウマライダー, Mad Horse Rider) 3. BLUE SKY 4. BLUE SNOW 5. m-NAVI 2 "Keep on having fun with the MUSIC CABINET" 6. Winding Road 7. Kyūjitsu (休日, Holiday) 8. Na Na Na Summer Girl (NaNaNa サマーガール) 9. DON'T CALL ME CRAZY 10. Yo Bailo (ジョバイロ, I Dance) 11. m-NAVI 3 "Ready? Silvia, Geronimo, and Lily?" 12. Tsuki-akari no Silvia (月明りのシルビア, Moonlight Silvia) 13. Mr. Geronimo (Mr. ジェロニモ) 14. Yokohama Lily (横浜リリー) 15. m-NAVI 4 "Let's enjoy till the end" 16. Line (ライン) 17. Gravity (グラヴィティ) Extra-track CD (included with first press only) 1. Na Na Na Winter Girl (NaNaNa ウィンターガール) - Peak Position: #2 - Total de Vendes: 291,039 |
| The 7th Album PORNO GRAFFITTI 29 d'agost de 2007 1. Link (リンク) 2. Utsusemi (空蝉) 3. Walker (ウォーカー) 4. Bears (ベアーズ) 5. Noufu to Akai Scarf (農夫と赤いスカーフ, Un Grager i un Mocador Roig) 6. Tettsui (鉄槌, Hammer) 7. Light and Shadow 8. My 80's 9. Rock Band ga Yatte Kita (ロックバンドがやってきた, La Banda de Rock Ha Arribat) 10. Please say yes, yes, yes 11. Sora Iro (そらいろ, Sky Blue) - Peak Position: #2 - Total de vendes: 175,841 |

#### Àlbums de Millors Èxits
| PORNO GRAFFITTI BEST RED'S 28 de juliol del 2004 1. Music Hour (ミュージック・アワー) 2. Century Lovers 3. Ai ga Yobu Hō e (愛が呼ぶほうへ, To The Place where Love is Calling) 4. Saudade (サウダージ, Nostàlgia) 5. Voice (ヴォイス) 6. Lack (ラック) 7. Shiawase ni tsuite Honki Dashite Kangaete mita (幸せについて本気出して考えてみた, I’ve Tried to Think Seriously about Happiness) 8. Go Steady Go! 9. Ōkami (狼, Llop) 10. Vintage (ヴィンテージ) 11. Dilemma (ジレンマ) 12. Mugen (Infinitat) 13. Films (フィルムズ) - Peak Position: #2 - Total Sales: 935,821           |
| PORNO GRAFFITTI BEST BLUE’S 28 de juliol del 2004 1. Apollo (アポロ) 2. Saboten (サボテン, Cactus) 3. Ore, Tenshi (オレ、天使, Sóc un Àngel) 4. Agehachō (アゲハ蝶, Swallowtail) 5. Love You, Love You (ラビュー・ラビュー) 6. Oto no Nai Mori (音のない森, Soundless Forest) 7. Uzu (渦, Whirlpool) 8. Hitori no Yoru (ヒトリノ夜, Una Nit Solitària) 9. Heart (ハート) 10. Palette (パレット) 11. Karma no Saka (カルマの坂, Slope of Karma) 12. Melissa (メリッサ) 13. Mahoroba Maruyama (まほろば○△(円山), Wonderful City Maruyama) - Peak Position: #1 - Total Sales: 1,059,422 |
| PORNO GRAFFITTI BEST ACE 29 d'octubre del 2008 1. Haneuma Rider (ハネウマライダー Mad Horse Rider) 2. Gifts (ギフト) 3. Neomelodramatic (ネオメロドラマティック) 4. Line (ライン) 5. Tasogare Romance (黄昏ロマンス, Twilight Romance) 6. Na Na Na Summer Girl (NaNaNa サマーガール) 7. Tokyo Landscape (東京ランドスケープ) 8. Please say yes, yes, yes 9. Winding Road 10. Anata ga Koko ni Itara (あなたがここにいたら, If You Were Here) 11. We Love Us 12. Sora Iro (そらいろ, Sky Blue) 13. A New Day - Peak Position: #1 - Total Sales: 104,747                               |
| PORNO GRAFFITTI BEST JOKER 29 d'octubre del 2008 1. Love,too Death,too 2. ROLL 3. Yo Bailo (ジョバイロ, I Dance) 4. Itai Tachiichi (痛い立ち位置, Painful Positions) 5. Gravity (グラヴィティ) 6. Yokohama Lily (横浜リリー) 7. link (リンク) 8. m-FLOOD 9. DON'T CALL ME CRAZY 10. Sister (シスター) 11. Utakata (うたかた, Bubble) 12. Bears (ベアーズ) 13. Yakusoku no Asa (約束の朝, Morning of Promise) - Peak Position: #2 - Total Sales: 102,931 |